# Rabí al-àwwal
Rabí al-àwwal (àrab: ربيع الأول, rabīʿ al-awwal) és el tercer mes del calendari musulmà i té 30 dies. El nom significa ‘principis de la primavera’.
Pels musulmans sunnites, el profeta Muhàmmad va néixer el dia dotze d'aquest mes (els xiïtes creuen que va néixer a la matinada del dia disset) i ho celebren amb una festivitat anomenada Màwlid an-Nabí.

## Dates assenyalades
- 8 de rabí al-àwwal, mort de l'imam xiïta imamita, al-Hàssan al-Askarí.
- 12 de rabí al-àwwal, festa del Màwlid en commemoració de l'aniversari de Muhàmmad.
- 17 de rabí al-àwwal, els xiïtes celebren l'aniversari del Profeta i de l'imam xiïta ismaïlita Jàfar as-Sàdiq.
- 18 de rabí al-àwwal, naixement d'Umm-Khultum bint Alí, filla del quart califa Alí ibn Abi-Tàlib.
- 26 de rabí al-àwwal, mort d'Abu-Tàlib ibn Abd-al-Múttalib, oncle del Profeta.